# Drassodes venustus
Drassodes venustus är en spindelart som först beskrevs av Hercule Nicolet 1849.  Drassodes venustus ingår i släktet Drassodes och familjen plattbuksspindlar. Inga underarter finns listade i Catalogue of Life.